# Bartabas
Bartabas, all'anagrafe Clément Marty (Courbevoie, 2 giugno 1957), è un regista, coreografo di animali francese.

## Biografia

### Zingaro
Trova la sua consacrazione nel 1977 all'interno del Festival di Avignone. Nel 1984 crea il Teatro Equestre "Zingaro", che prende il nome dal cavallo nero (frisone) simbolo della troupe, la quale è composta quasi esclusivamente da donne.
Nel 1989 il Teatro "Zingaro" si stabilisce nel Fort d'Aubervilliers, dove inizia a creare numerosi spettacoli:
- Cabaret Équestre
- Opéra Équestre
- Chimère
- Eclipse
- Triptyk
- Loungta

Il successo è tale che vengono organizzate tournée in tutta la Francia e nel mondo, per gli spettacoli Chimère, Eclipse, Triptyk et Lougntà.
In Italia, lo spettacolo Eclipse viene messo in scena nell'edizione del 1999 del Festival dei Due Mondi di Spoleto.

### Académie du Spectacle Équestre
Dal 2002, Bartabas fonda e dirige l'Académie du Spectacle Équestre a Versailles, con lo scopo di creare un ambiente in cui garantire la trasmissione dell'arte equestre ad alto livello espressivo.
Recentemente sono stati organizzati due spettacoli all'interno dei giardini della Reggia di Versailles:
- Le Chevalier de St George, un Africain à la Cour, opera ispirata alla vita di Joseph de Bologne (25 dicembre 1745 - 10 giugno 1799), violinista e compositore.
- Voyage aux Indes Galantes, opera ispirata alla vita di René Madec.

### Cinema
Bartabas è stato anche regista di due film: Mazeppa (1993), che racconta la vita del pittore Théodore Géricault e del maestro equestre Franconi, e Chamane (1996), che racconta la lunga epopea a cavallo di un prigioniero fuggito dai Gulag attraverso la taiga russa.